# Playero
 I Playero (o anche Guajibo del Rio Arauca) sono un gruppo etnico della Colombia, con una popolazione stimata di circa 150 persone. Questo gruppo etnico è principalmente di fede animista e parla la lingua Playero (codice ISO 639: GOB).
Vivono presso il fiume Arauca, ai confini tra Colombia e Venezuela, nella divisione di Arauca.